# Corporativismo
O corporativismo é uma ideologia política que defende a organização da sociedade por grupos corporativos, como associações ou sindicatos agrícolas, trabalhistas, militares, científicas ou associações de guilda, com base em seus interesses comuns. O termo é derivado do latim corpus, ou "corpo humano". A hipótese de que a sociedade atingirá um pico de funcionamento harmonioso quando cada uma de suas divisões desempenhar eficientemente sua função designada, como os órgãos de um corpo que contribuem individualmente com sua saúde e funcionalidade gerais, está no centro da teoria corporativista.
As ideias corporativistas foram expressas em várias civilizações antigas, incluindo em sociedades confucionistas, abraâmicas, etc. Elas foram emparelhadas por vários advogados e implementadas em várias sociedades com uma ampla variedade de sistemas políticos, incluindo autoritarismo, absolutismo, fascismo, liberalismo, integralismo e socialismo.
O corporativismo também pode se referir ao tripartismo econômico que envolve negociações entre grupos de interesses trabalhistas e comerciais e o governo para estabelecer políticas econômicas. Às vezes, isso também é chamado de neocorporativismo ou corporativismo social-democrata.

## Corporativismo de parentesco
O corporativismo baseado no parentesco, enfatizando a identificação de clãs, étnicas e familiares, tem sido um fenômeno comum na África, Ásia e América Latina. Sociedades confucionistas baseadas em famílias e clãs no Leste Asiático têm sido consideradas tipos de corporativismo. A China possui fortes elementos de corporativismo de clã em sua sociedade, envolvendo normas legais relativas às relações familiares. As sociedades islâmicas geralmente apresentam clãs fortes que formam a base para uma sociedade corporativista baseada em comunidade. As empresas familiares são comuns em todo o mundo nas sociedades capitalistas.

## Corporativismo na Igreja Católica Romana
Na Idade Média, a Igreja Católica patrocinou a criação de várias instituições, incluindo irmandades, mosteiros, ordens religiosas e associações militares, especialmente durante as Cruzadas. Na Itália, vários grupos e instituições baseados em funções foram criados, incluindo universidades, guildas para artesãos e outras associações profissionais. A criação do sistema de guildas é um aspecto particularmente importante da história do corporativismo, porque envolveu a alocação de poder para regular o comércio e os preços para as guildas, o que é um aspecto importante dos modelos econômicos corporativistas de gestão econômica e colaboração de classes.
Em 1881, o Papa Leão XIII encarregou teólogos e pensadores sociais de estudar o corporativismo e fornecer uma definição para ele. Em 1884, em Freiburg, a comissão declarou que o corporativismo era um "sistema de organização social que tem como base o agrupamento de homens, de acordo com a comunidade, de seus interesses naturais e funções sociais, e como órgãos verdadeiros e apropriados do estado eles dirigem e coordenam o trabalho e capital em questões de interesse comum". O corporativismo está relacionado ao conceito sociológico de funcionalismo estrutural.
A popularidade do corporativismo aumentou no final do século XIX e uma corporação internacional foi formada em 1890, seguida pela publicação de Rerum novarum pela Igreja Católica, que pela primeira vez declarou a bênção da Igreja para os sindicatos e recomendou que o trabalho organizado fosse reconhecido pelos políticos. Muitos sindicatos corporativistas na Europa foram endossados pela Igreja Católica a desafiar os sindicatos anarquistas, marxistas e outras uniões radicais, com os sindicatos corporativistas sendo bastante conservadores em comparação com seus rivais radicais. Alguns estados corporatistas católicos incluem a Áustria sob a liderança do Chanceler Federal Engelbert Dollfuss e o Equador sob a liderança de Garcia Moreno. A visão econômica delineada em Rerum novarum e Quadragesimo anno também influenciou o regime de Juan Perón e do justicialismo. Em resposta ao corporativismo católico romano da década de 1890, o corporativismo protestante foi desenvolvido, especialmente na Alemanha, Holanda e Escandinávia. No entanto, o corporativismo protestante obteve muito menos sucesso na obtenção de assistência dos governos do que o seu homólogo católico romano.

## Política e economia política

### Corporativismo comunitário

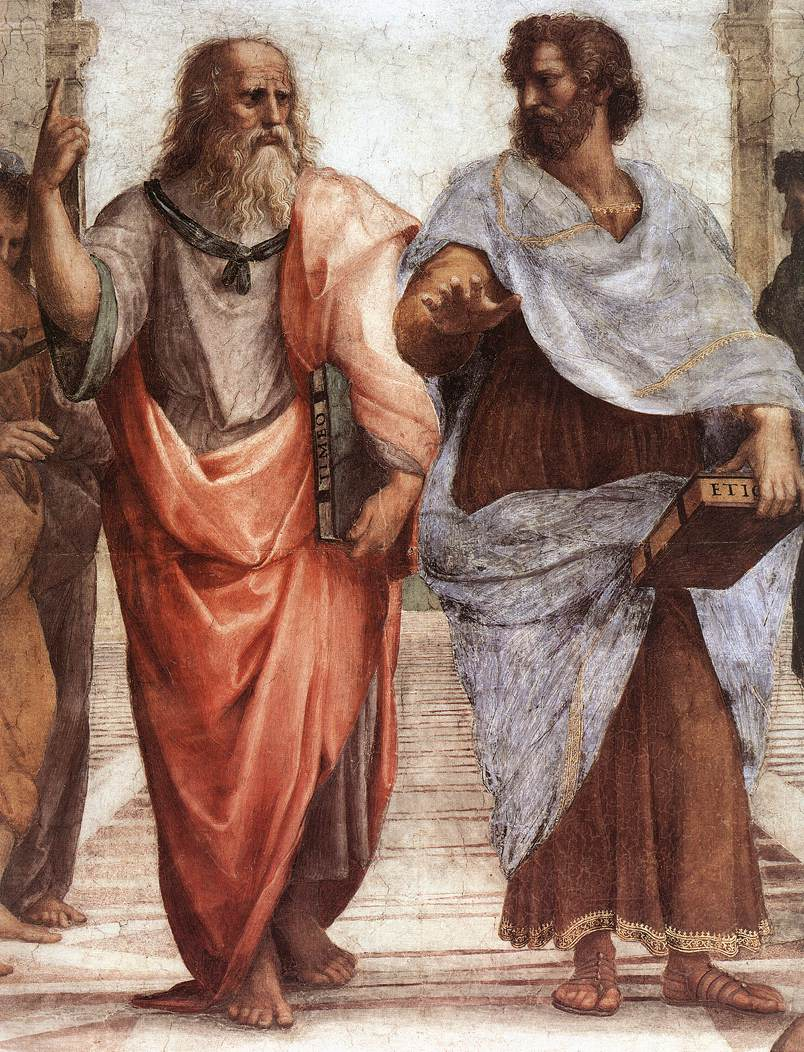
Platão (esquerda) e Aristóteles (direita)

A Grécia antiga desenvolveu conceitos iniciais de corporativismo. Platão desenvolveu o conceito de um sistema corporativista totalitário e comunitário de classes de base natural e hierarquias sociais naturais que seriam organizadas com base na função, de modo que os grupos cooperassem para alcançar a harmonia social, enfatizando os interesses coletivos e rejeitando os interesses individuais. (ver Platão#Política)
Na Política, Aristóteles também descreveu a sociedade como dividida em classes naturais e propósitos funcionais que eram sacerdotes, governantes, escravos e guerreiros. A Roma antiga adotou os conceitos gregos de corporativismo em sua própria versão do corporativismo, mas também acrescentou o conceito de representação política com base na função que dividia os representantes em grupos militares, profissionais e religiosos e criava instituições para cada grupo conhecido como colegios (em latim: collegia). Veja collegium (Roma antiga).

### Corporativismo absolutista
Monarquias absolutas durante o final da Idade Média gradualmente subordinaram sistemas corporativistas e grupos corporativos à autoridade de governos centralizados e absolutistas, resultando no corporativismo sendo usado para reforçar a hierarquia social.
Após a Revolução Francesa, o sistema corporativista absolutista existente foi abolido devido ao seu endosso à hierarquia social e ao "privilégio corporativo" especial para a Igreja Católica Romana. O novo governo francês considerou a ênfase do corporativismo nos direitos de grupo inconsistente com a promoção pelo governo dos direitos individuais. Posteriormente, os sistemas corporativistas e os privilégios corporativos em toda a Europa foram abolidos em resposta à Revolução Francesa. De 1789 a 1850, a maioria dos defensores do corporativismo era reacionária. Vários corporativistas reacionários favoreceram o corporativismo, a fim de acabar com o capitalismo liberal e restaurar o sistema feudal.

### Corporativismo progressivo
A partir da década de 1850, o corporativismo progressivo se desenvolveu em resposta ao liberalismo clássico e ao marxismo. Esses corporativistas apoiavam o fornecimento de direitos de grupo a membros da classe média e classe trabalhadora, a fim de garantir a cooperação entre as classes. Isso estava em oposição à concepção marxista de conflito de classe. Nas décadas de 1870 e 1880, o corporativismo experimentou um renascimento na Europa com a criação de sindicatos trabalhistas comprometidos com as negociações com os empregadores.
Em seu trabalho Gemeinschaft und Gesellschaft ("Comunidade e Sociedade"), de 1887, Ferdinand Tönnies iniciou um grande renascimento da filosofia corporativista associada ao desenvolvimento do neomedievalismo e ao aumento da promoção do socialismo de guilda, causando grandes mudanças na sociologia teórica. Tönnies afirma que comunidades orgânicas baseadas em clãs, comunas, famílias e grupos profissionais são perturbadas pela sociedade mecânica das classes econômicas impostas pelo capitalismo. Os nacional-socialistas usaram a teoria de Tönnies para promover sua noção de Volksgemeinschaft ("comunidade popular"). No entanto, Tönnies se opôs ao nazismo e ingressou no Partido Social Democrata da Alemanha em 1932 para se opor ao fascismo na Alemanha e foi privado de seu cargo honorário por Adolf Hitler em 1933.

### Solidarismo corporativo

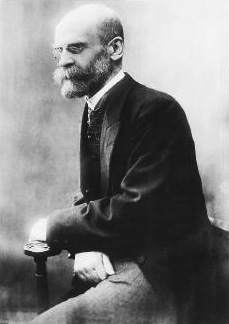
Émile Durkheim

O sociólogo Émile Durkheim defendia uma forma de corporativismo denominada "solidarismo" que defendia a criação de uma solidariedade social orgânica da sociedade por meio da representação funcional. O solidarismo foi baseado na visão de Durkheim de que a dinâmica da sociedade humana como um coletivo é distinta da de um indivíduo, na medida em que a sociedade é o que coloca sobre os indivíduos seus atributos culturais e sociais.
Durkheim postulou que o solidarismo alteraria a divisão do trabalho, evoluindo de solidariedade mecânica para solidariedade orgânica. Ele acreditava que a divisão capitalista industrial do trabalho existente causou "anomia jurídica e moral", que não possuía normas ou procedimentos concordados para resolver conflitos e resultou em confronto crônico entre empregadores e sindicatos. Durkheim acreditava que essa anomia causava deslocamento social e achava que por isso "é a lei dos mais fortes que governa, e há inevitavelmente um estado de guerra crônico, latente ou agudo". Como resultado, Durkheim acreditava que é uma obrigação moral dos membros da sociedade acabar com essa situação criando uma solidariedade moral orgânica baseada nas profissões organizadas em uma única instituição pública.

### Corporativismo liberal

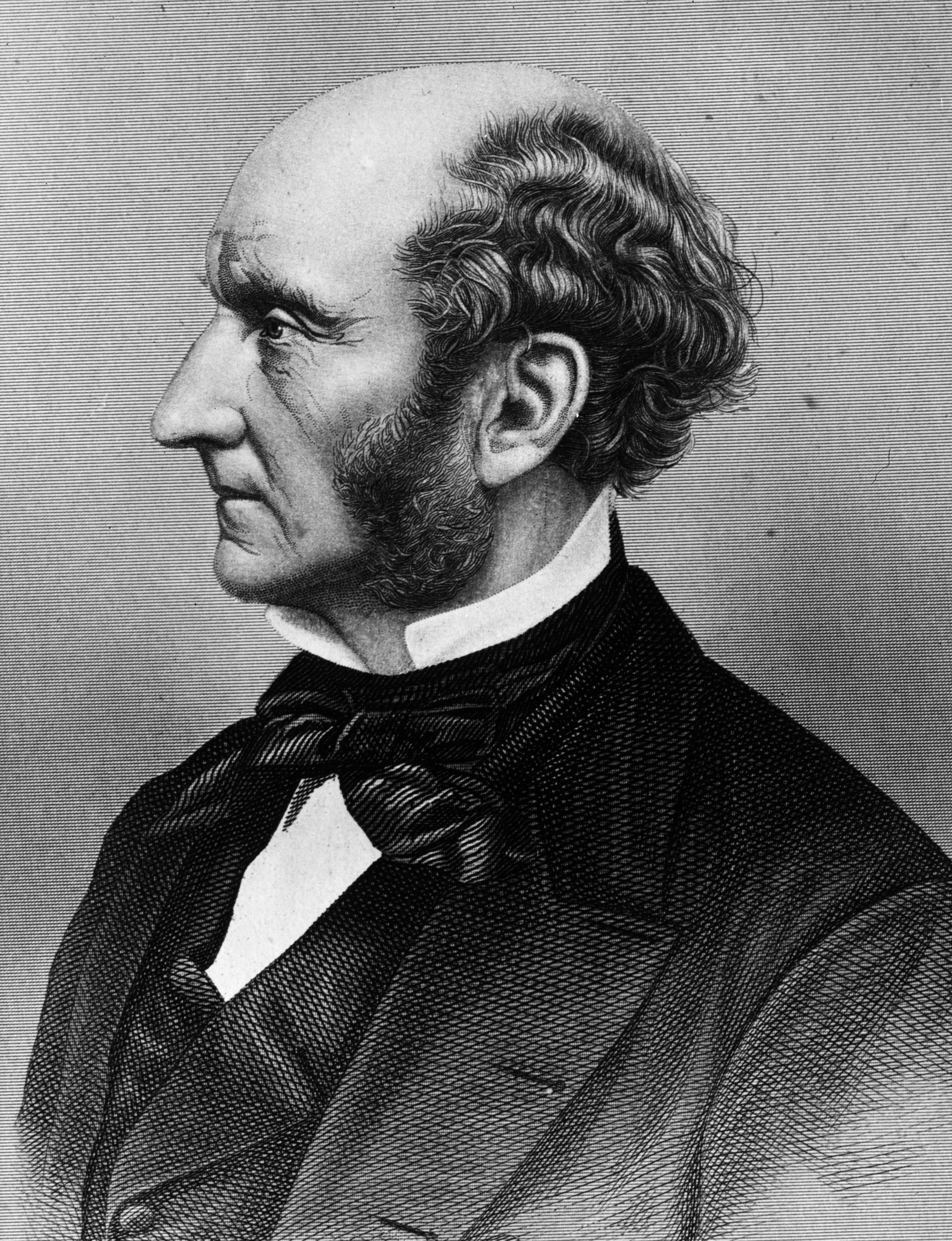
Retrato de John Stuart Mill

A ideia de corporativismo liberal também foi atribuída ao filósofo liberal inglês John Stuart Mill, que discutiu associações econômicas corporativistas como necessitando "predominar" na sociedade para criar igualdade aos trabalhadores e dar-lhes influência na administração pela democracia econômica. Ao contrário de outros tipos de corporativismo, o corporativismo liberal não rejeita o capitalismo ou o individualismo, mas acredita que as empresas capitalistas são instituições sociais que devem exigir que seus gerentes façam mais do que maximizar o lucro líquido, reconhecendo as necessidades de seus funcionários.
Essa ética corporativista liberal é semelhante ao taylorismo, mas apoia a democratização das empresas capitalistas. Os corporativistas liberais acreditam que a inclusão de todos os membros na eleição da administração efetivamente reconcilia "ética e eficiência, liberdade e ordem, liberdade e racionalidade". O corporativismo liberal começou a ganhar discípulos nos Estados Unidos durante o final do século XIX.
O corporativismo liberal foi um componente influente do progressismo nos Estados Unidos que foi referido como "liberalismo de grupos de interesse". Nos Estados Unidos, o corporativismo econômico envolvendo cooperação capital-trabalho influenciou o programa econômico do New Deal dos Estados Unidos na década de 1930, bem como no keynesianismo e até no fordismo.

### Corporativismo fascista
A teoria do corporativismo desenvolvida pelos fascistas envolvia a administração de sectores da economia por organismos governamentais chamados "corporações". Uma corporação fascista reúne sindicatos de trabalhadores e sindicatos de empregadores para regular a produção de uma forma abrangente. Cada sindicato representava, teoricamente, suas preocupações profissionais, especialmente através da negociação de contratos de trabalho e similares. Foi teorizado que este método poderia resultar em harmonia entre as classes sociais, superando a luta de classes. No entanto, os autores observaram que o corporativismo econômico historicamente de fato também foi usado para reduzir a oposição e recompensar a lealdade política.
Na Itália, de 1922 a 1943, o corporativismo tornou-se influente entre os nacionalistas italianos liderados por Benito Mussolini. A Carta de Carnaro ganhou muita popularidade como o protótipo de um "estado corporativo", tendo mostrado muito dentro de seus princípios como um sistema de guildas que combinava os conceitos de autonomia e autoridade em uma síntese especial. Alfredo Rocco falou de um estado corporativo e declarou a ideologia corporativista em detalhes. Mais tarde, Rocco se tornaria membro do regime fascista italiano. O Fascismo italiano envolveu um sistema político corporativista no qual a economia era administrada coletivamente por empregadores, trabalhadores e funcionários estatais por mecanismos formais em nível nacional. Seus apoiadores alegavam que o corporativismo poderia reconhecer ou "incorporar" melhor todo interesse divergente ao estado organicamente, ao contrário da democracia de "maioria governa" que eles disseram que poderia marginalizar interesses específicos. Essa consideração total foi a inspiração para o uso do termo "totalitário", descrito sem coerção (que é conotado no significado moderno) na Doutrina do Fascismo (1932), como tal:
Quando trazido para a órbita do Estado, o fascismo reconhece as reais necessidades que deram origem ao socialismo e ao sindicalismo, dando-lhes o devido peso no sistema de guilda ou corporativo no qual interesses divergentes são coordenados e harmonizados na unidade do Estado.
Um slogan popular dos fascistas italianos sob Mussolini era "Tutto nello Stato, niente al di fuori dello Stato, nulla contro lo Stato" ("tudo para o estado, nada fora do estado, nada contra o estado").
Essa perspectiva do corporativismo fascista italiano alegava ser o herdeiro direto do sindicalismo revolucionário de Georges Sorel, de modo que cada interesse deveria se formar como sua própria entidade, com parâmetros organizacionais separados de acordo com seus próprios padrões, mas apenas dentro do modelo corporativo do fascismo italiano cada um deveria ser incorporado pelos auspícios e capacidade organizadora de um construto estatista. Isso era, pelo raciocínio deles, a única maneira possível de alcançar uma tal função, isto é, quando resolvido na capacidade de um estado indissolúvel. Grande parte da influência corporativista sobre o fascismo italiano deveu-se em parte às tentativas dos fascistas de obter o apoio da Igreja Católica Romana, que por sua vez patrocinava o corporativismo.
No entanto, o corporativismo do fascismo era um modelo de cima para baixo do controle estatal sobre a economia, enquanto o corporativismo da Igreja Católica Romana favorecia um corporativismo de baixo para cima, pelo qual grupos como famílias e grupos profissionais trabalhariam voluntariamente juntos. O corporativismo estatal fascista (da Itália católica romana) influenciou os governos e as economias de não apenas outros países de maioria católica romana, como os governos de Engelbert Dollfuss na Áustria e António de Oliveira Salazar em Portugal, mas também Konstantin Päts e Kārlis Ulmanis na Estônia e Letônia não católicas. Os fascistas de países não católicos também apoiaram o corporativismo fascista italiano, incluindo Oswald Mosley, da União Britânica de Fascistas, que elogiou o corporativismo e disse que "significa uma nação organizada como corpo humano, com cada órgão desempenhando sua função individual, mas trabalhando em harmonia, com o todo". Mosley também considerou o corporativismo um ataque à economia do laissez-faire e às "finanças internacionais".
O corporativismo estatal também esteve presente em outros países. O regime salazarista que vigorou em Portugal de 1933 até à revolução de 25 de Abril de 1974 era expressamente corporativista. Também no Brasil, entre os anos de 1930-45, sob a liderança do presidente Getúlio Vargas implantou-se um modelo corporativo de Estado, o chamado Estado Novo. De igual forma, muitos outros países, tais como a França sob o governo do Marechal Pétain (1940-1945), a Argentina sob Juan Domingo Perón (1946-1955 e 1973-74), o México sob Lázaro Cárdenas (1934-1940) e a Espanha do Generalíssimo Franco (1939-1973) estabeleceram uma imensa quantidade de leis e organizações inspiradas do ideário corporativista. Esse corporativismo autoritário tem sido também descrito como uma cartelização da economia.
O corporativismo estatal de Salazar estabelecido em Portugal não estava associado a Mussolini; Portugal, durante o domínio de Salazar, foi considerado como sendo corporativista católico. Portugal permaneceu neutro durante a Segunda Guerra Mundial. Salazar também tinha uma forte aversão ao marxismo e ao liberalismo. Em 1933, Salazar declarou: "Nossa ditadura se assemelha claramente a uma ditadura fascista no reforço da autoridade, na guerra declarada contra certos princípios da democracia, em seu caráter nacionalista acentuado, em sua preocupação com a ordem social. No entanto, difere dela no seu processo de renovação. A ditadura fascista tende a um cesarismo pagão, a um estado que não conhece limites de uma ordem legal ou moral, que marcha em direção a seu objetivo sem encontrar complicações ou obstáculos. O Novo Estado Português, pelo contrário, não pode evitar, nem pensa em evitar, certos limites de uma ordem moral que considere indispensáveis manter em seu favor de sua ação reformadora."

### Neocorporativismo
Durante o período de reconstrução pós-Segunda Guerra Mundial na Europa, o corporativismo foi favorecido por democratas cristãos (muitas vezes sob a influência do ensino social católico), conservadores nacionais e social-democratas em oposição ao capitalismo liberal. Esse tipo de corporativismo tornou-se antiquado, mas revivido novamente nas décadas de 1960 e 1970 como "neocorporativismo" em resposta à nova ameaça econômica da recessão-inflação.
O neocorporativismo favoreceu o tripartismo econômico, que envolvia sindicatos fortes, associações de empregadores e governos que cooperariam como "parceiros sociais" para negociar e gerenciar uma economia nacional. Os sistemas corporativistas sociais instituídos na Europa após a Segunda Guerra Mundial incluem o sistema ordoliberal da economia social de mercado na Alemanha, a parceria social na Irlanda, o modelo polder na Holanda (embora, sem dúvida, o modelo polder já estivesse presente no final da Primeira Guerra Mundial, não foi até depois da Segunda Guerra Mundial que um sistema de serviço social ganhou posição lá), o sistema de concertação na Itália, o modelo do Reno na Suíça e nos países do Benelux e o modelo nórdico na Escandinávia.
Tentativas nos Estados Unidos de criar acordos de capital-trabalho capital neocorporativos foram defendidos sem sucesso por Gary Hart e Michael Dukakis na década de 1980. Como secretário do trabalho durante o governo Clinton, Robert Reich promoveu reformas neocorporativistas.

### Corporativismo chinês
O corporativismo chinês, conforme descrito por Jonathan Unger e Anita Chan em seu ensaio China, Corporatism, and the East Asian Model, é o seguinte: 
 No nível nacional, o estado reconhece uma e apenas uma organização (por exemplo, um sindicato nacional, uma associação empresarial, uma associação de agricultores) como o único representante dos interesses setoriais dos indivíduos, empresas ou instituições que compõem a circunscrição designada da organização. O estado determina quais organizações serão reconhecidas como legítimas e forma uma espécie de parceria desigual com essas organizações. Às vezes, as associações são até mesmo canalizadas para os processos de elaboração de políticas e geralmente ajudam a implementar a política estatal em nome do governo. 
 Estabelecendo-se como o árbitro da legitimidade e atribuindo a responsabilidade para uma circunscrição particular com uma única organização, o estado limita o número de atores com os quais deve negociar suas políticas e coopta sua liderança para policiar seus próprios membros. Esse arranjo não se limita a organizações econômicas, como grupos empresariais e organizações sociais.
O uso do corporativismo como estrutura para entender o comportamento do estado central na China tem sido criticado por autores como Bruce Gilley e William Hurst.

### Corporativismo russo
A Rússia pós-soviética foi descrita como uma oligarquia, uma cleptocracia e corporativista.
Em 9 de outubro de 2007, um artigo assinado por Viktor Cherkesov, chefe da Administração Russa de Combate às Drogas, foi publicado em Kommersant, onde usou o termo "estado corporativista" de maneira positiva para descrever a evolução da Rússia. Ele alegou que os funcionários do governo detidos por acusações criminais no início do mês são a exceção e não a regra, e que o único cenário de desenvolvimento para a Rússia que é realista o suficiente e relativamente favorável é continuar a evolução para um estado corporativista governado por funcionários do serviço de segurança.

Em dezembro de 2005, Andrei Illarionov, ex-consultor econômico de Vladimir Putin, afirmou que a Rússia havia se tornado um estado corporativista: 
 O processo desse estado evoluindo para um novo modelo corporativista [sic] chegou ao fim em 2005. [. . . ] O fortalecimento do modelo de estado corporativista e a criação de condições favoráveis aos monopólios quase estatais pelo próprio Estado prejudicam a economia. … Os membros do gabinete ou os principais executivos da equipe presidencial que presidem os conselhos das corporações ou servem nesses conselhos estão na ordem do dia na Rússia. Em que país ocidental — exceto no estado corporativista que durou 20 anos na Itália — esse fenômeno é possível? O que, na verdade, prova que o termo 'corporativista' se aplica adequadamente à Rússia hoje. 
 Segundo alguns pesquisadores, todos os poderes políticos e ativos econômicos mais importantes do país são controlados por ex-oficiais de segurança do estado ("siloviks"). A aquisição do estado russo e dos ativos econômicos foi supostamente realizada por uma camarilha dos amigos e colegas próximos de Putin que gradualmente se tornaram um grupo líder de oligarcas russos e que "assumiram o controle sobre os recursos financeiros, de mídia e administrativos do estado russo". e restringiram as liberdades democráticas e os direitos humanos
Illarionov descreveu a situação atual na Rússia como uma nova ordem sociopolítica, "distinta de qualquer outra vista antes em nosso país". Nesse modelo, os membros da Corporação de Colaboradores do Serviço de Inteligência (KSSS) assumiram todo o poder do estado, seguem um código de comportamento semelhante a omerta e "recebem instrumentos que conferem poder sobre os outros - "vantagens" de associação, como o de direito de portar e usar armas". De acordo com Illarionov, a "Corporação apreendeu as principais agências governamentais - Serviço Fiscal, Ministério da Defesa, Ministério das Relações Exteriores, Parlamento e mídia de massa controlada pelo governo - que agora são usadas para promover os interesses dos membros do KSSS. Através dessas agências, todo recurso significativo do país - segurança/inteligência, político, econômico, informativo e financeiro - está sendo monopolizado nas mãos dos membros da Corporação".
O analista Andrei Piontkovsky também considera a situação atual como "o estágio mais alto e culminante do capitalismo bandido na Rússia". Ele acredita que "a Rússia não é corrupta. A corrupção é o que acontece em todos os países quando os empresários oferecem subornos aos funcionários em troca de favores. A Rússia de hoje é única. Os empresários, os políticos e os burocratas são as mesmas pessoas".

### Sobre o corporativismo italiano
- Constituição de Fiume
- Rerum novarum: encíclica do Papa Leão XIII sobre capital e trabalho
- Quadragesimo Anno: encíclica do Papa Pio XI sobre a reconstrução da ordem social

### Sobre o corporativismo fascista e suas ramificações
- Baker, David, The political economy of fascism: Myth or reality, or myth and reality?, '"New Political Economy'", Volume 11, Issue 2 June 2006, pages 227–250.
- Marra, Realino, Aspetti dell'esperienza corporativa nel periodo fascista, "Annali della Facoltà di Giurisprudenza di Genova", XXIV-1.2, 1991–92, pages 366–79.

### Sobre o neocorporativismo
- Katzenstein, Peter. Small States in World Markets: industrial policy in Europe. Ithaca, 1985. Cornell University Press. ISBN 978-0-8014-9326-3ISBN 978-0-8014-9326-3.
- Olson, Mancur. The Logic of Collective Action: Public Goods and the Theory of Groups.  1965, 1971. Harvard University Press. ISBN 978-0-674-53751-4ISBN 978-0-674-53751-4.
- Schmitter, P. C. and Lehmbruch, G. (eds.). Trends toward Corporatist Intermediation. London, 1979. ISBN 978-0-8039-9837-7ISBN 978-0-8039-9837-7.
- Rodrigues, Lucia Lima. "Corporatism, liberalism and the accounting profession in Portugal since 1755." Journal of Accounting Historians, June 2003.